# Khalil Rountree
Khalil Ibn Rountree, född 26 februari 1990 i Los Angeles, är en amerikansk MMA-utövare som sedan 2016 tävlar i organisationen Ultimate Fighting Championship.